# Söğüt
Söğüt [søʲyt] este un oraș (și reședința districtului cu același nume) din Provincia Bilecik, Regiunea Marmara, Turcia.
Este situat la 31 km de Bilecik, capitala provinciei, și la 52 km de Eskișehir, cel mai mare oraș din apropiere. Din punct de vedere geografic și climatic, Söğüt se află într-o zonă intermediară între coasta Mării Marmara și platourile anatoliene.
Trecutul orașului este reflectat și prin monumentele istorice păstrate, printre care mausoleul lui Ertuğrul și moscheea lui Mehmet Çelebi (al cincilea sultan otoman). De asemenea, la Söğüt se află un muzeu etnografic purtând numele „Muzeul Ertuğrul Gazi”.

## Imagini

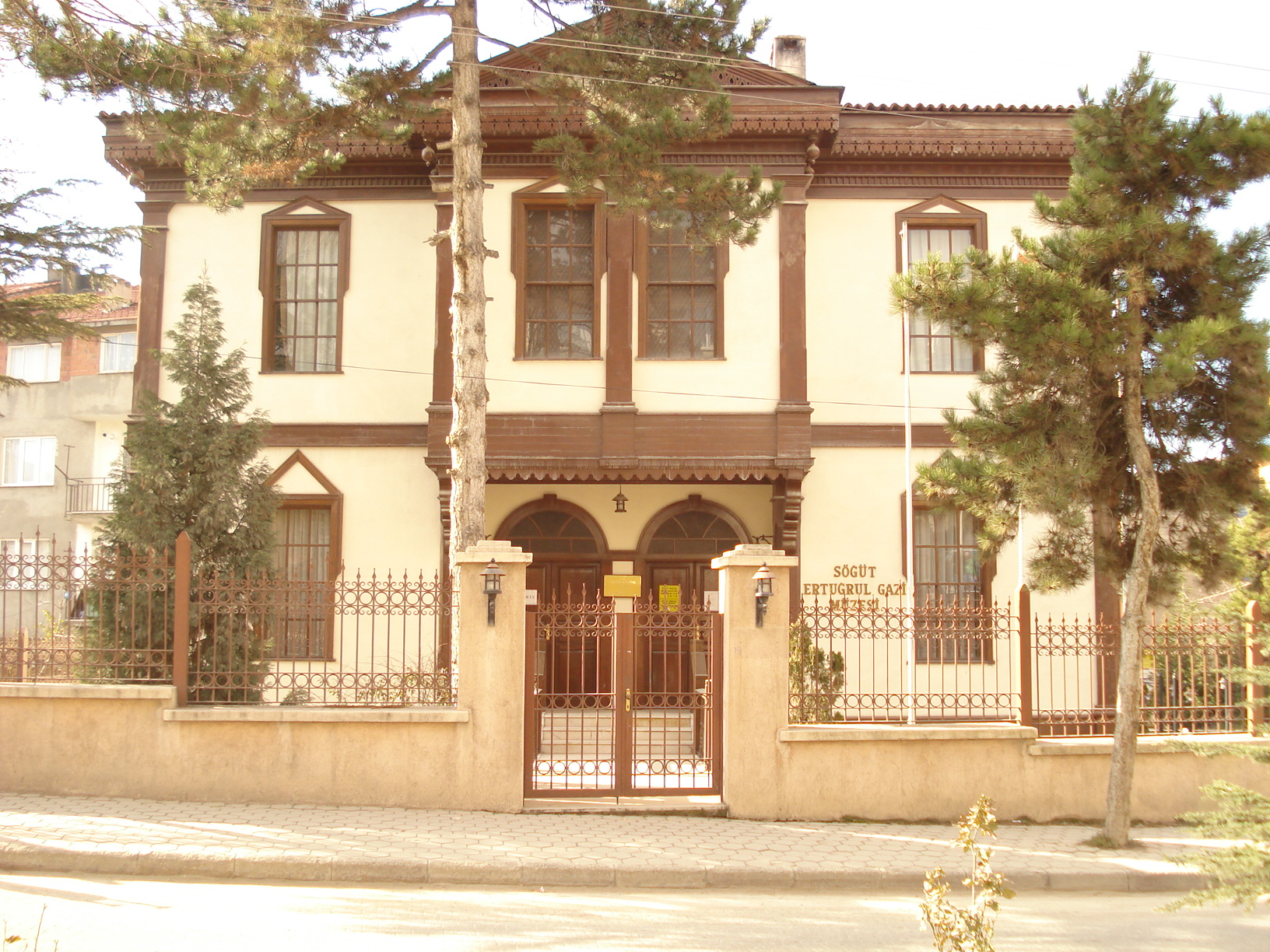
Muzeul Ertuğrul Gazi
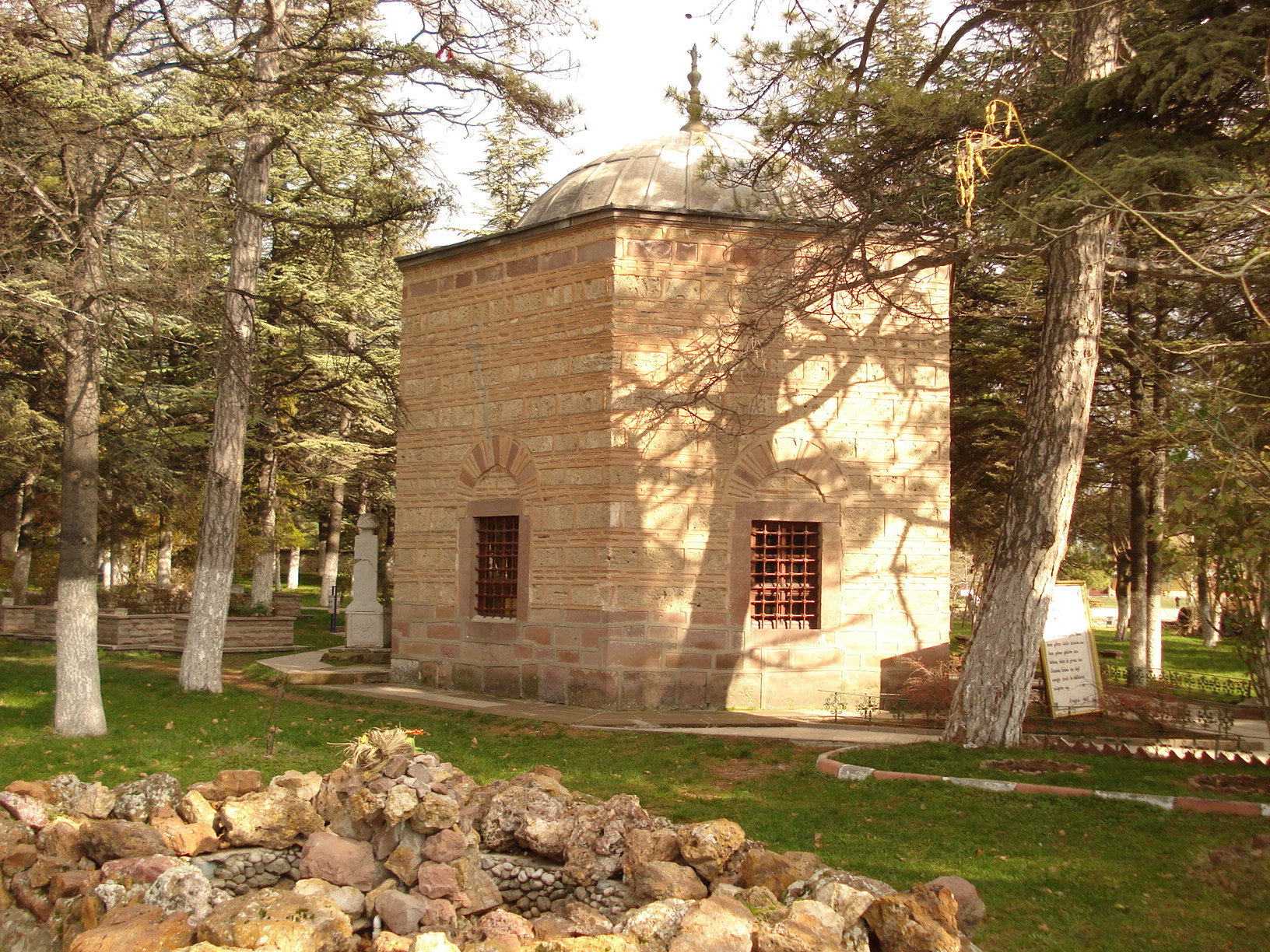
Mausoleul lui Ertuğrul
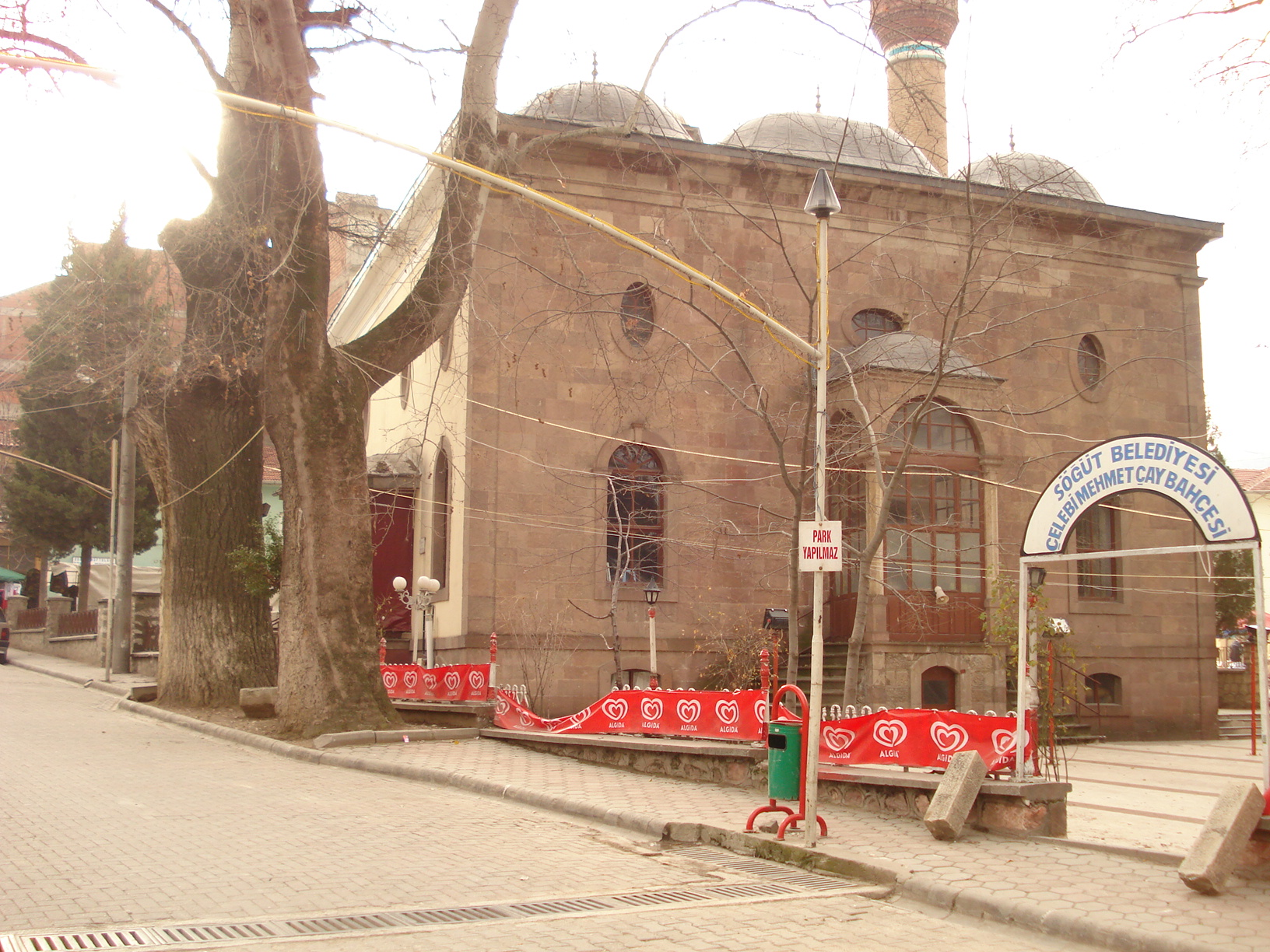
Moscheea Mehmet Çelebi